# Rhytidosporum
Rhytidosporum es un género de plantas perteneciente a la familia Pittosporaceae.

## Taxonomía
El género fue descrito por Ferdinand von Mueller y publicado en Flora Tasmaniae 1855. La especie tipo es: Rhytidosporum procumbens (Hook.) F.Muell.
Etimología

## Especies
Las especies, que son endémicas de Australia, incluyen:
- Rhytidosporum alpinum McGill.
- Rhytidosporum diosmoides (Putt.) L.Cayzer, Crisp & I.Telford
- Rhytidosporum inconspicuum L.Cayzer, Crisp & I.Telford
- Rhytidosporum procumbens (Hook.) F.Muell.
- Rhytidosporum prostratum McGill.